# Saved by the Bell
Saved by the Bell és una comèdia de situació nord-americana que es va emetre entre 1989 i 1993. La sèrie és una continuació de Good Morning, Miss Bliss. La sèrie són les aventures d'un grup d'estudiants i el director de l'institut Bayside.

## Argument
El fil principal de la sèrie són les aventures d'un grup de sis amics. L'acció té lloc principalment a l'institut Bayside (aules, passadissos, despatx del director), i el Max, hamburgueseria on els nois mengen habitualment i passen el temps.
Els primers episodis gairebé les trames consistien bàsicament en les entremaliadures de Zack Morris, problemes provocats i la resolució final, tot i que mai n'aprenia. En aquests episodis cada personatge tenia un paper gairebé idèntic respecte a Zack: Screech carregava les culpes, Slater li fastiguejava els plans, Kelly era el seu objectiu, Lisa donava informació i xafarderies que sabia i Jessie intentava ser la veu de l'experiència.
Més endavant els episodis van començar a tenir unió entre ells, iniciant-se les relacions amoroses entre els protagonistes.
També van intentar fer campanya pública contra les drogues posant com a exemple el món del cinema en un capítol que els ofereixen drogues i ells, per descomptat, es neguen a prendre'n.

## Personatges
- Zack Morris (Mark-Paul Gosselaar) És el líder del grup. És un noi alt, maco i llest que sempre fa el possible per sortir-se’n amb la seva. Va tenir una relació amb Kelly Kapowski.
- Samuel 'Screech' Powers (Dustin Diamond): És el millor amic de Zack. Un poc estrafalari i mica agraciat, és molt intel·ligent en els estudis i sol carregar les culpes quan Zack fa alguna cosa incorrecta i sempre acaba fastidiant els plans del grup. Està enamorat de Lisa, tot i que a partir d'un episodi de les últimes temporades la deixa en pau.
- Lisa Turtle (Lark Voorhies): És l'addicta a la moda i a les xafarderies de l'institut. És un poc presumida, però bona en el fons. Detesta que Screech la segueixi a tots els llocs per dir-li que l'estima.
- Albert Clifford 'A.C.' Slater (Mario Lopez): És l'estudiant nou al començament de la sèrie. Guapo i musculós, de seguida comença a fer-li la competència a Zack amb les noies, especialment amb Kelly. Posteriorment, quan ja no té possibilitats té una relació amb Jessie Spano.
- Kelly Kapowski (Tiffani Thiessen): És la noia maca, llesta i líder de les animadores. Té a Zack i Slater darrere d'ella durant el principi de la sèrie.
- Jessica 'Jessie' Myrtle Spano (Elizabeth Berkley): És l'estudiant perfecta. Sempre treu excel·lents i l'obsessionen els estudis i la universitat a la que anirà. És la millor amiga de Kelly i Lisa.
- Director Richard Belding (Dennis Haskins): És el director de l'institut. Manté una constant baralla amb Zack Morris perquè aquest deixe de fer bretolades. Intenta, en la mesura del possible, mantenir l'ordre en l'institut.
- Max (Ed Alonzo): (Temporada 1), és el cambrer del Max (restaurant on sempre va la colla) i també un mag. Desapareix de la sèrie sense cap explicació.
- Tori Scott (Leanna Creel): (Temporada 5), és una alumna que apareix durant l'últim any d'institut durant uns episodis en què Kelly i Jessie no hi apareixen sense donar-se cap explicació. Surt amb Zack durant uns episodis i desapareix de la sèrie sense saber-se’n la causa.

## Episodis

### Primera temporada (1989)
1. King of the Hill
2. Dancing to the Max)
3. The Lisa Card
4. The Gift
5. Fatal Distraction
6. Screech’s Woman
7. Aloha Slater
8. The Substitute
9. Cream for a Day
10. Pinned to the Mat
11. Beauty and the Screech
12. The Friendship Business
13. The Mamas and the Papas
14. The Election
15. The Zack Tapes
16. Save That Tiger

### Segona temporada (1990)
1. The Prom
2. Zack's War
3. Save the Max
4. Driver's Education
5. House Party
6. Blind Dates
7. Rent-a-Pop
8. Miss Bayside
9. Jessie's Song
10. Model Students
11. 1-900-CRUSHED
12. Close Encounters of the Nerd Kind
13. Running Zack
14. The Babysitters
15. The Fabulous Belding Boys
16. From Nurse to Worse
17. Breaking Up is Hard to Undo
18. Glee Club

### Tercera temporada (1991)
1. The Last Dance [1/2]
2. Zack's Birthday
3. The Aftermath [2/2]
4. The Game
5. Operation Zack
6. Fourth of July
7. Check Your Mate
8. My Boyfriend's Back
9. Fake I.D.'s
10. Boss Lady
11. Pipe Dreams
12. The Last Week-End
13. The Wicked Stepbrother [1/2]
14. The Wicked Stepbrother [2/2]
15. Date Auction
16. All in the Mall
17. S.A.T.'s
18. Palm Springs Weekend [1/2]
19. Palm Springs Weekend [2/2]
20. Hold Me Tight
21. No Hope With Dope
22. Rockumentary
23. Cut Day
24. Home For Christmas [1/2]
25. Home for Christmas [2/2]
26. Mystery Weekend

### Quarta temporada (1992-1993)
1. The Fight
2. Student-Teacher Week
3. Screech's Spaghetti Sauce
4. The New Girl
5. The Bayside Triangle
6. Teen-Line
7. Masquerade Ball
8. Day of Detention
9. Wrestling with the Future
10. Drinking and Driving
11. Love Machine
12. Class Rings
13. Isn't it Romantic?
14. The Will
15. The Teacher's Strike
16. Slater's Sister
17. The Senior Prom
18. The Video Yearbook
19. Screech's Birthday
20. Snow White and the Seven Dorks
21. Earthquake
22. Best Summer of My Life
23. Slater's Friend
24. School Song
25. The Time Capsule
26. Graduation

### Telefilms
- Saved By the Bell: Hawaiian Style (1992)
- Wedding In Las Vegas  (1994)

### Spin-offs
La sèrie era un spin-off de Good Morning, Miss Bliss i quan va acabar en va crear dos més:
- Saved by the Bell: The College Years (1993-1994)
- Saved by the Bell: The New Class (1994-2000)